# Zacherlfabrik

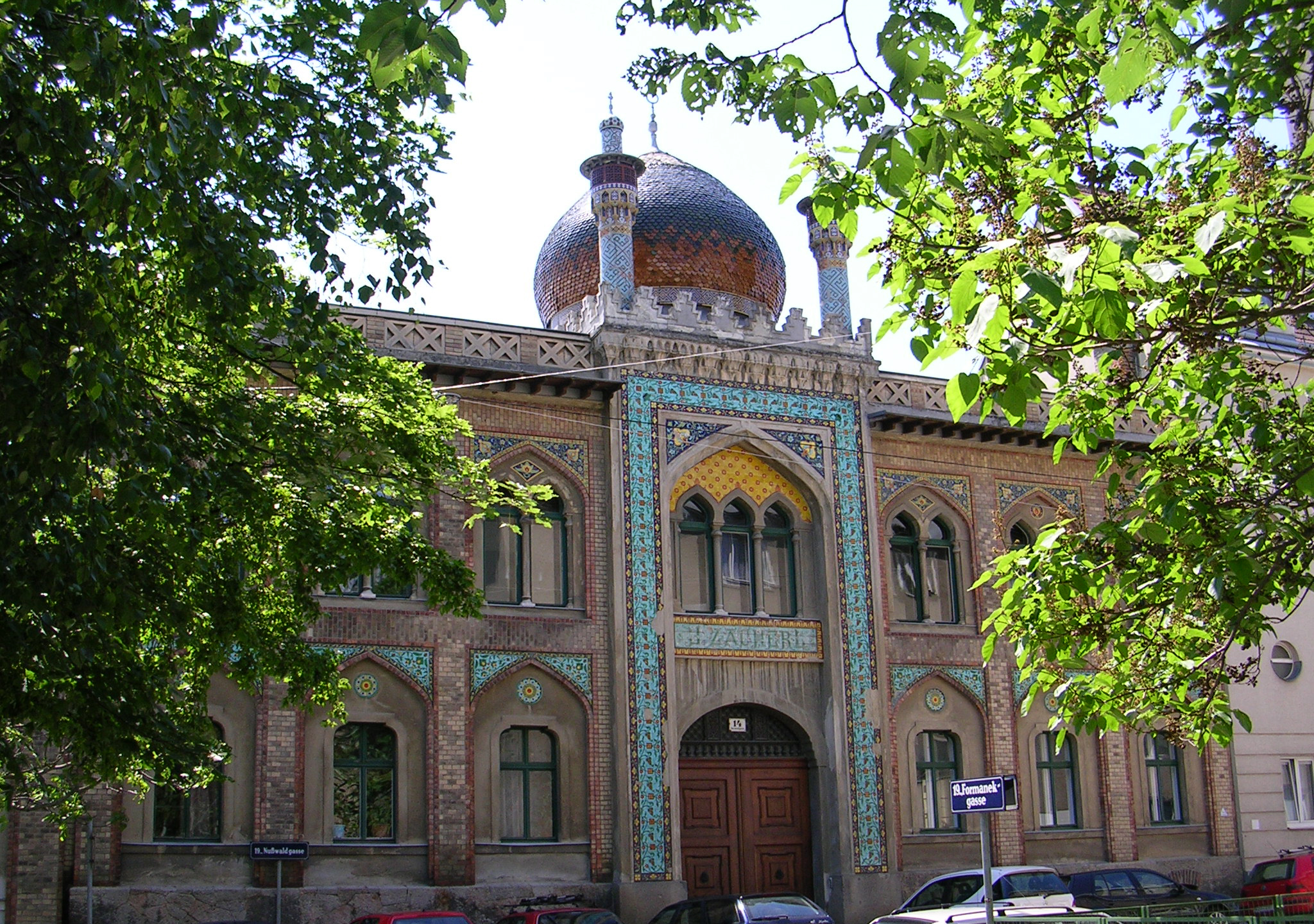
Die Zacherlfabrik in der Nußwaldgasse

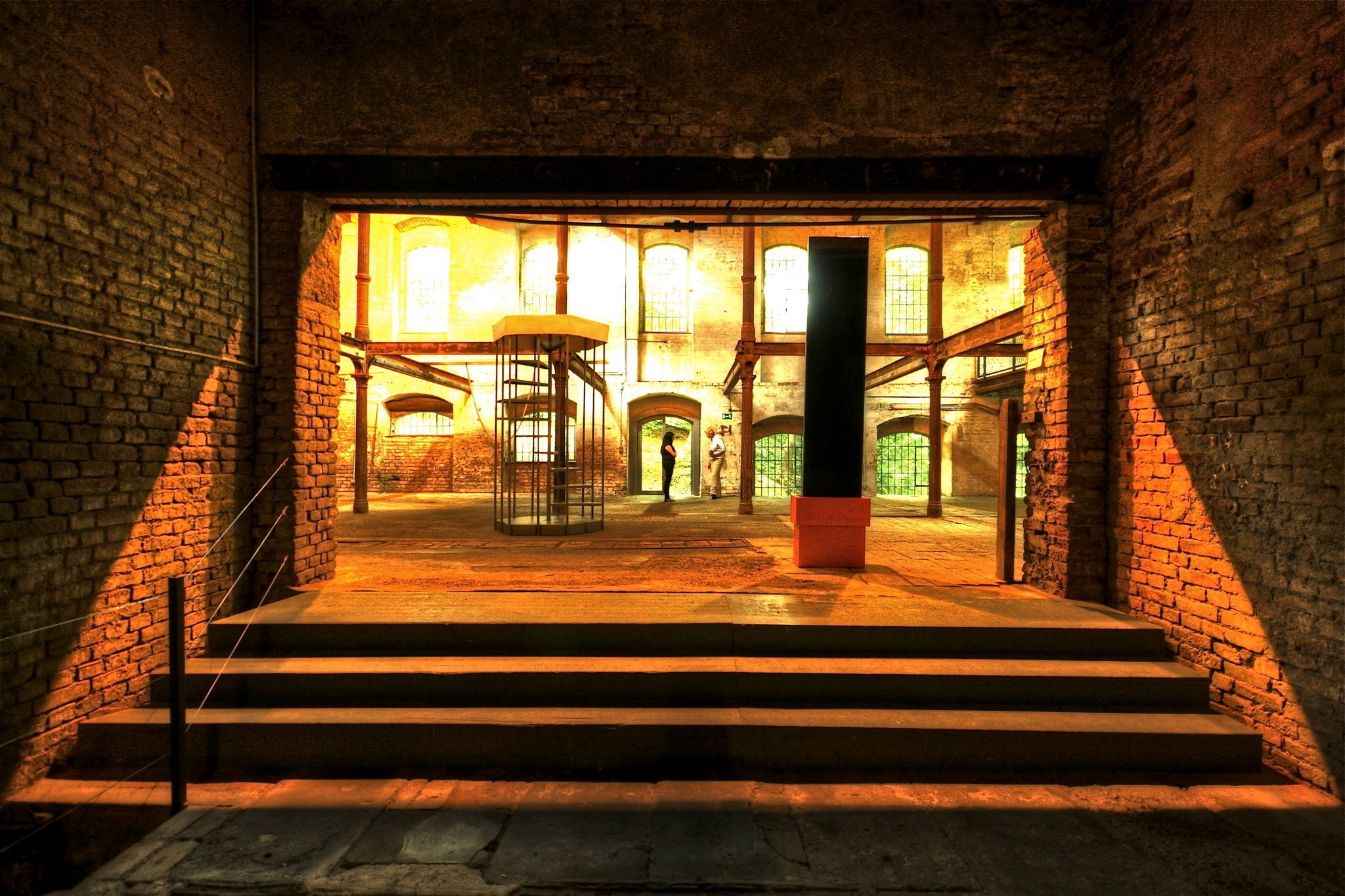
Ausstellung in der Zacherlfabrik

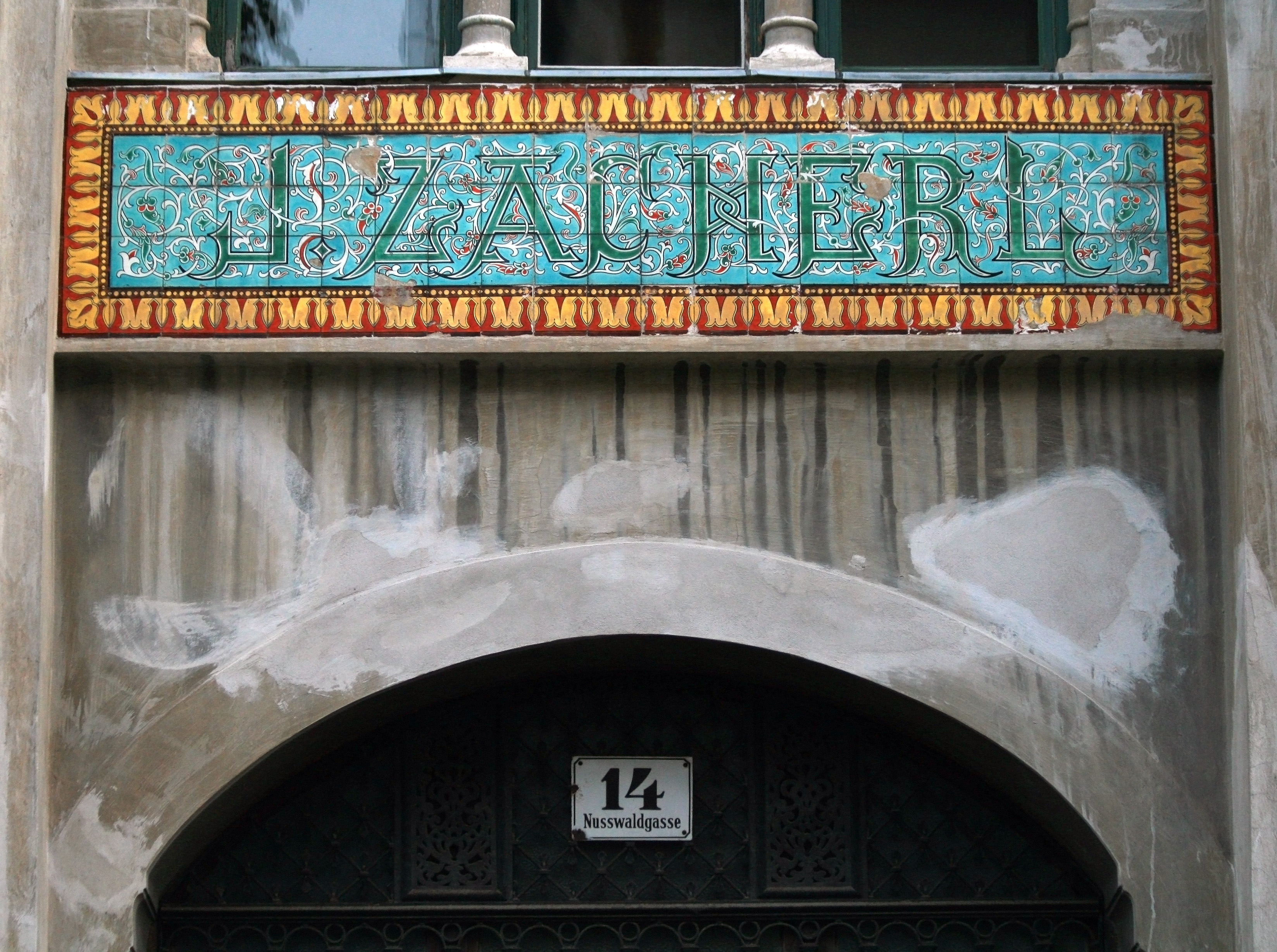
Schriftzug J. Zacherl am Portal

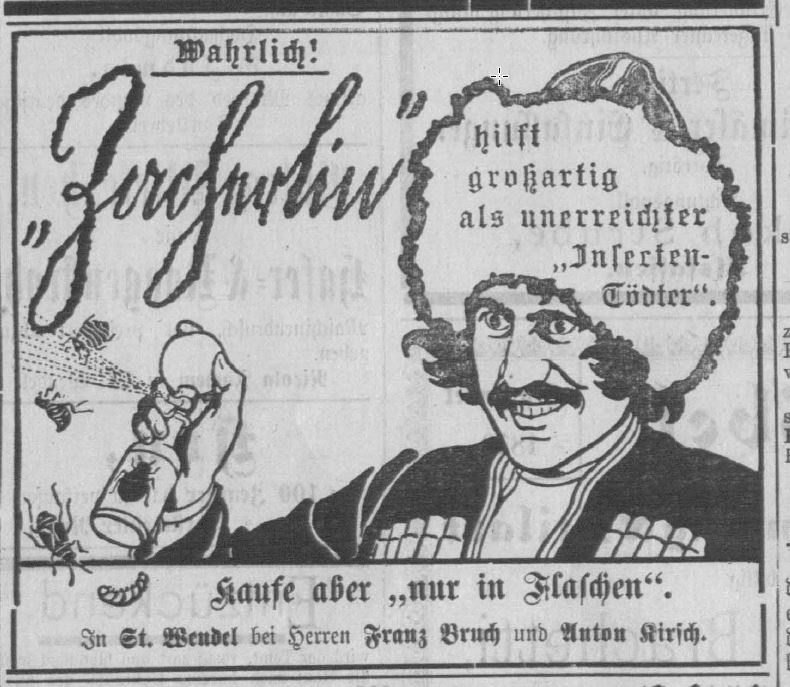
Werbung für ein Insektizid (1906)

Die Zacherlfabrik ist ein orientalisierendes Bauwerk im 19. Wiener Gemeindebezirk Döbling, Nußwaldgasse 14.

## Geschichte
Johann Zacherl handelte ab 1842 mit Pyrethrum-Insektenpulver aus Tiflis. 1870 begann er mit der Produktion seines Mottenpulvers „Zacherl's Insecten tödtende Tinktur“ („Zacherlin“) in Unterdöbling. In seiner Fabrik stellte er 1873 mit vier Arbeitern bereits 600 Tonnen Insektenpulver her. Für den Verkauf des Pulvers gründete er Geschäfte in Paris, Konstantinopel, Amsterdam, London, New York und Philadelphia. 1880 übergab Zacherl die Firma seinem Sohn Johann Evangelist. Die Fabrik zur Herstellung des Insektenpulvers wurde zwischen 1888 und 1892 neu errichtet. Der straßenseitige Verwaltungstrakt des nach dem Entwurf von Hugo von Wiedenfeld von Karl Mayreder errichteten Industriegebäudes zählt, ähnlich der Yenidze-Zigarettenfabrik in Dresden, zu den seltenen Beispielen eines kommerziell motivierten orientalisierenden Historismus in der europäischen Architektur. Die Wienerberger Ziegelfabrik produzierte die für die Verkleidung der Fassade und der Dachkuppel verwendeten keramischen Fliesen. 
Neben der Produktion des Insektenpulvers erschloss sich Johann Evangelist Zacherl die Reinigung, Reparatur und Aufbewahrung von Pelzen und Teppichen. Von 1903 bis 1905 ließ er am Wildpretmarkt (im ersten Bezirk) ein Stadtgeschäftshaus (Zacherlhaus) errichten. Nach dem Ersten Weltkrieg sank der Absatz des Insektenpulvers durch hohe Zölle und den Aufschwung der chemischen Industrie. Nach dem Tod seines Vaters 1936 übernahm Gregor Zacherl die Fabrik, in der er ab 1933 auch Skibindungen herstellen ließ. 1949 legte Gregor Zacherl seinen Gewerbeschein zurück, 1954 starb er. Die Firma selbst wurde 1958 aus dem Register gelöscht.

### Gegenwart
Nachdem das in einem großen Garten gelegene Fabriksgebäude jahrzehntelang leer gestanden war, öffneten im Jahr 2006 Veronika und Peter Zacherl in Kooperation mit dem Kunstfonds der Jesuiten die Zacherlfabrik für Kunstprojekte. 
Bis zum Sommer 2013 fanden jedes Jahr während der Sommermonate Ausstellungen und Musikabende statt.
Aufgrund von für die Besitzer nicht erfüllbaren behördlichen Auflagen fanden seit Ende 2013 keine Veranstaltungen mehr statt.
Im Jahr 2019 wurde die Zacherlfabrik für Aufführungen im Rahmen des Tanz-Festivals Impulstanz verwendet.

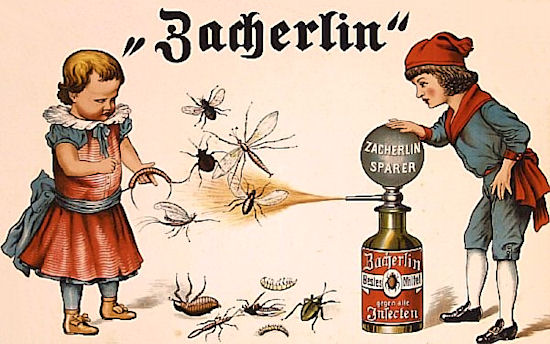
Werbung für Zacherlin, 1907
Zacherlin-Zeitungswerbung (1896)
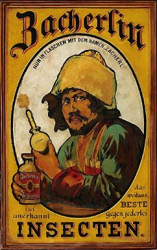
Zacherlin-Reklame (1900)
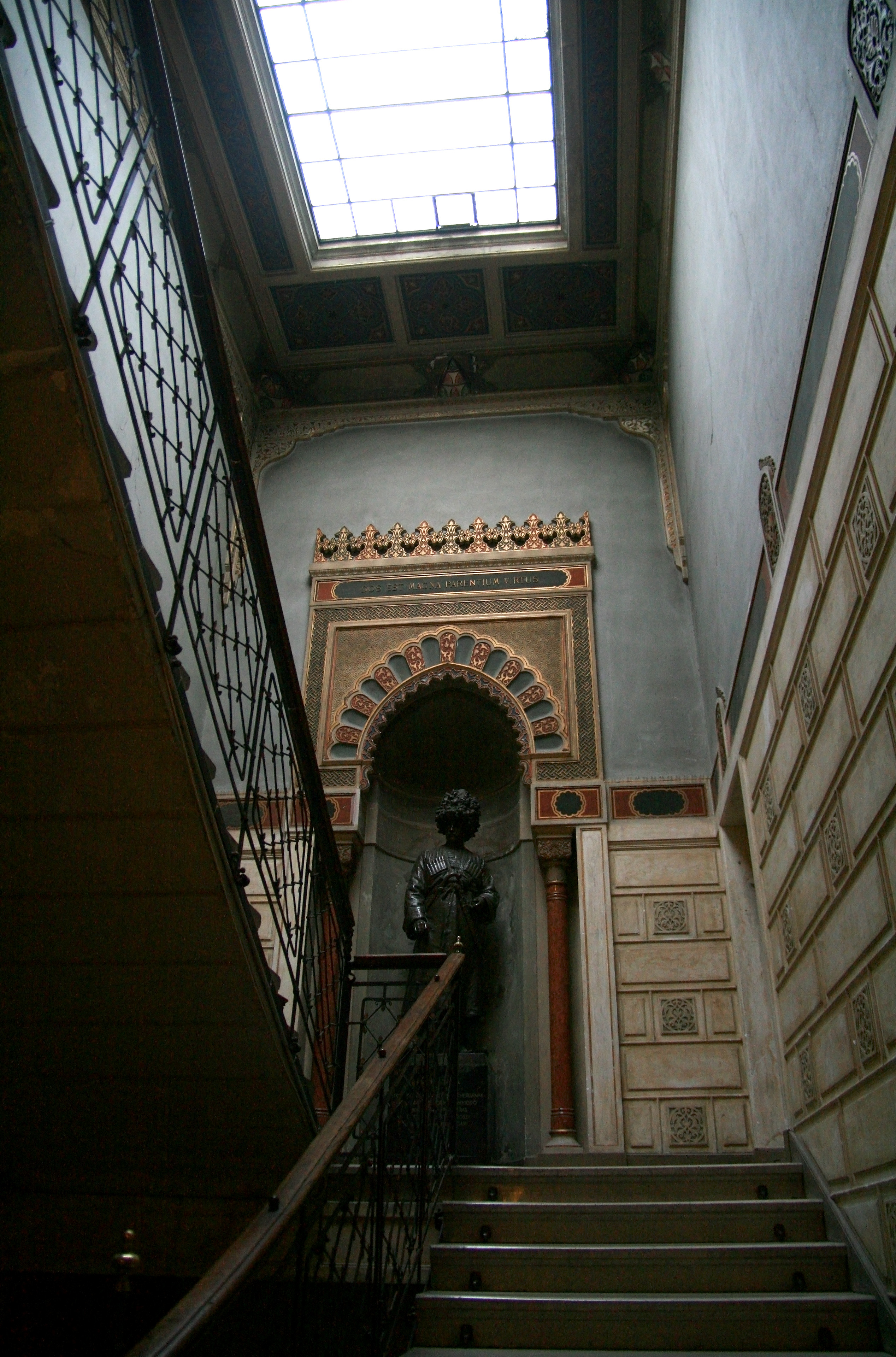
Stiegenhaus mit Standbild Johann Zacherls
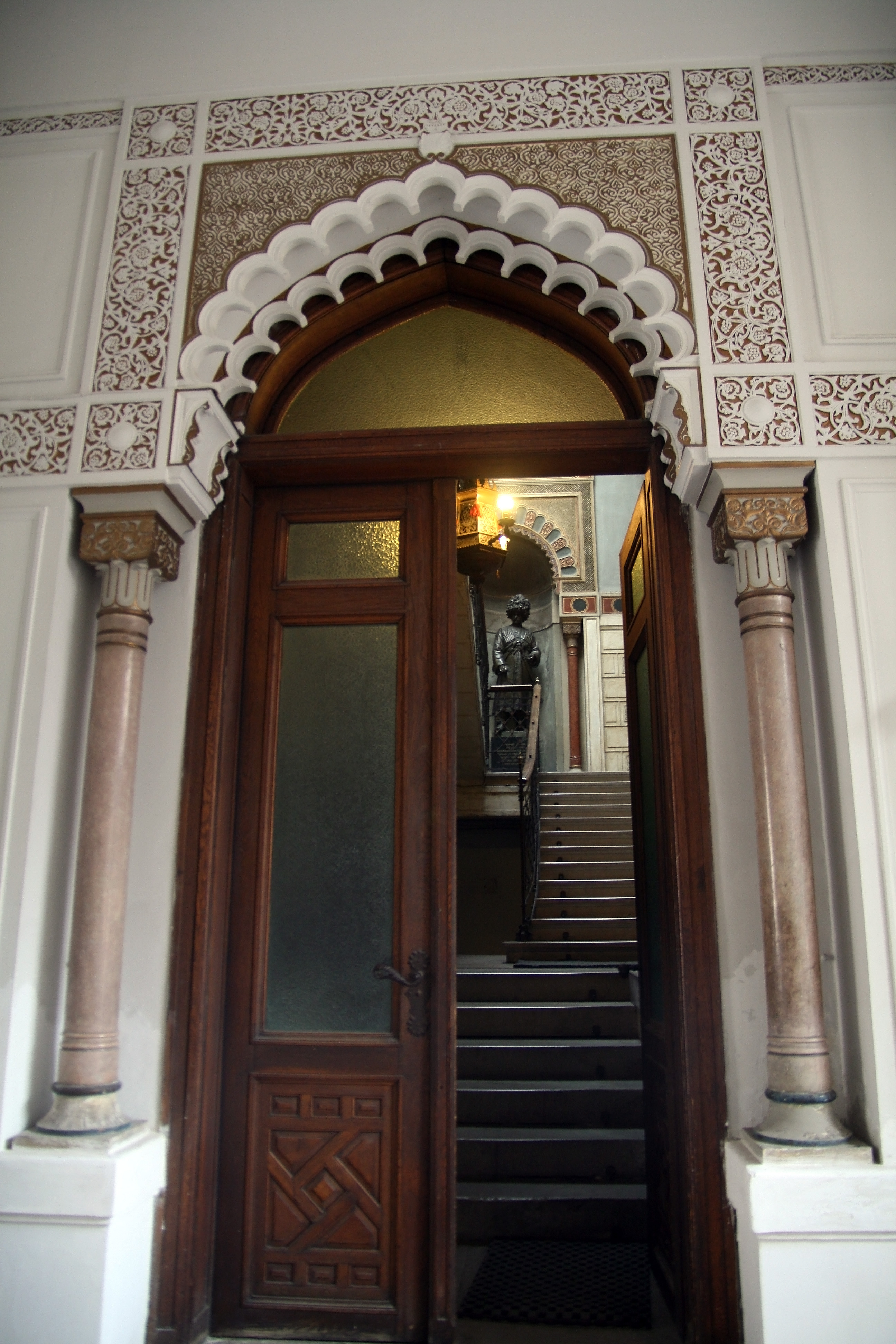
Portal, innen
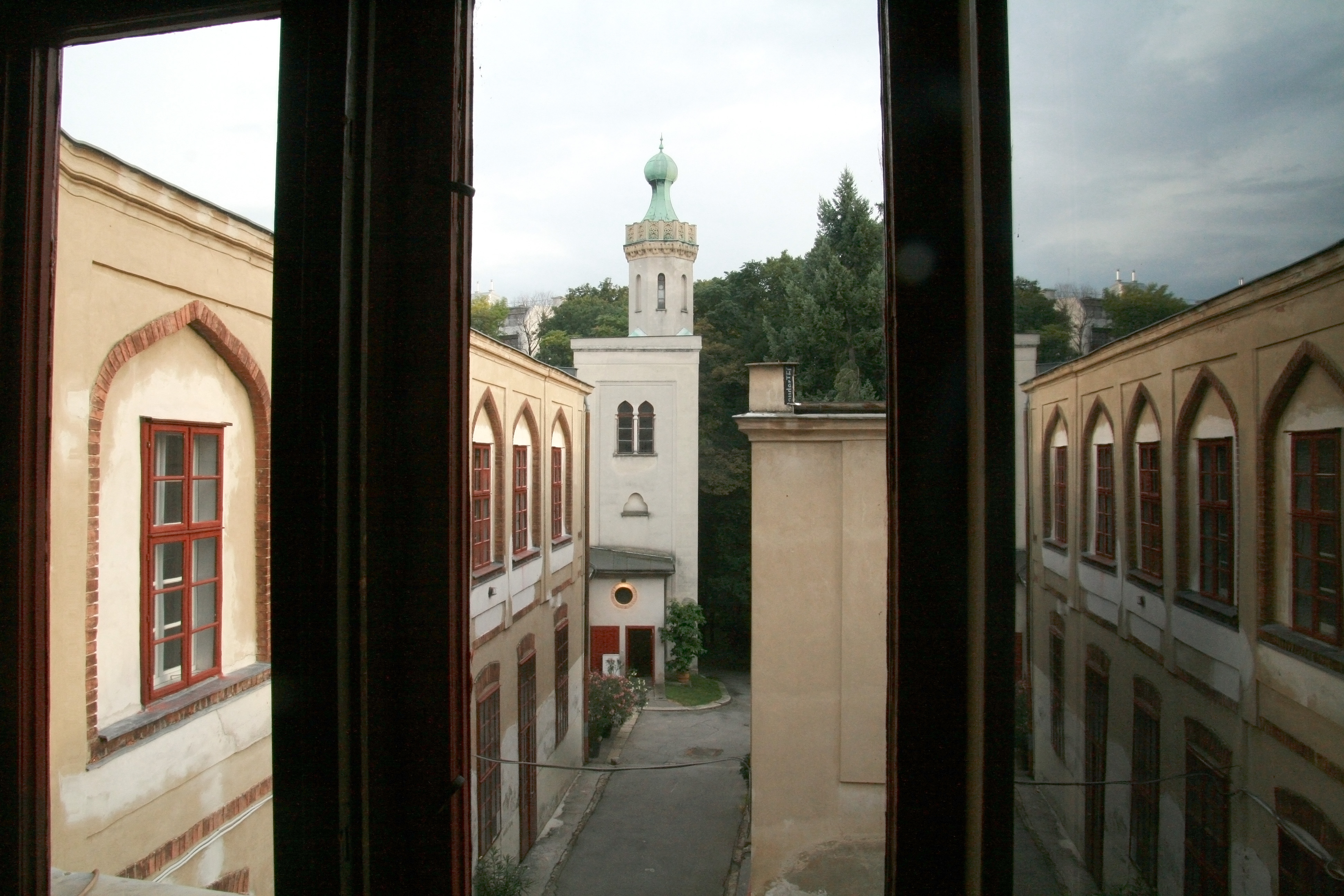
Blick auf das Fabriksgelände